# PDP-1

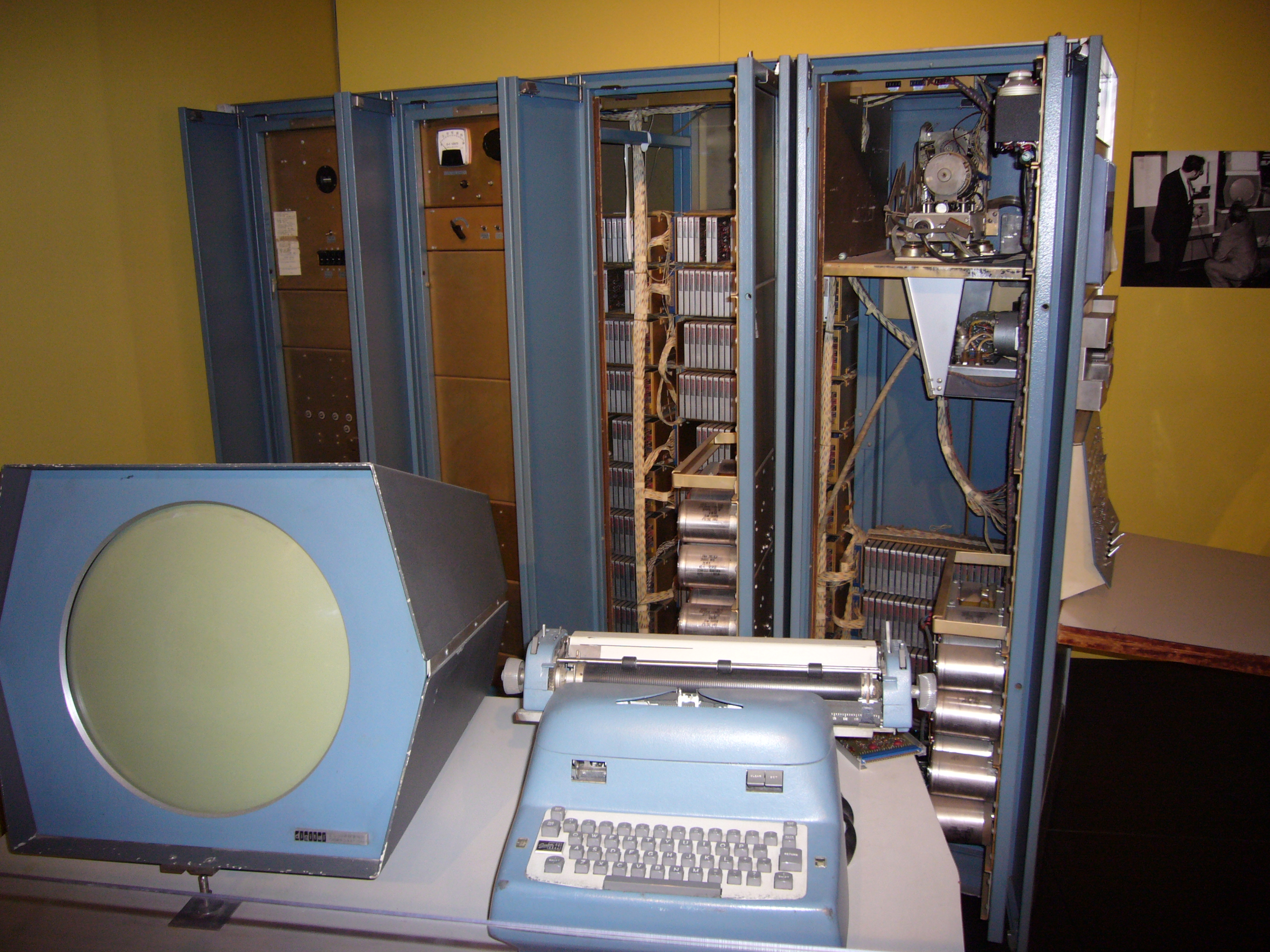
PDP-1

PDP-1 (Programmed Data Processor-1) — первый компьютер из серии PDP, произведённый Digital Equipment Corporation в 1960 году.

## История
PDP-1 был создан на основе идей компьютера TX-0, созданного в Лаборатории Линкольна в Массачусетском технологическом институте. Команда разработчиков TX-0, TX-1 и TX-2 покинула проект и основала компанию Digital Equipment Corporation, а PDP-1 стал первым продуктом компании.
Всего было продано 50 экземпляров PDP-1. Серийный номер 1 был продан компании Bolt Beranek and Newman (BBN), а второй — бесплатно подарен МТИ.

## Описание
PDP-1 имел 18-битное машинное слово и 4 килослова основной памяти (эквивалентно 9 КБ) с возможностью расширения до 64 килослов (144 КБ). Цикл перемагничивания памяти на ферритовых элементах занимал 5 микросекунд (примерно соответствует тактовой частоте 200 КГц); соответственно, большинство арифметических операций занимало 10 микросекунд (100 000 операций в секунду), потому что они имели два обращения к памяти: одно для инструкции, другое - для операндов.

## Периферийные устройства

### Графический дисплей
Дисплей Type 30 Precision CRT Display представлял собой точечное устройство отображения. Такой дисплей, как и векторный дисплей, обеспечивает произвольный доступ к точкам изображения, но не имеет ни буферной памяти, ни возможности рисования линий. Точки экрана адресуются индивидуально и должны высвечиваться программой и периодически обновляться. Из-за большого времени послесвечения люминофора изображение на экране не исчезает в промежутке между обновлениями. Размер пятна высвеченной точки дисплея обычно превышал расстояние между соседними точками, поэтому соседние точки имели тенденцию сливаться вместе. Размеры пятен также менялись при интенсивном обращении к ним, делаясь ярче, чем те, к которым обращались менее интенсивно.
Дисплей позволял адресовать 1024×1024 точек на экране и отображать до 20 000 точек в секунду. Компьютер имел специальную инструкцию «Отобразить одну точку на ЭЛТ», использовавшуюся для создания изображений. Изображения требовалось обновлять много раз в секунду. Электронно-лучевая трубка, первоначально разработанная для использования в радаре, имела диаметр 19 дюймов (48 см) и использовала люминофор типа Р7 с большим временем послесвечения. Вместе с дисплеем Type 30 Precision CRT Display можно было использовать световое перо для выбора точек на дисплее. Также были доступны дополнительный генератор символов и аппаратное обеспечение для генерации линий и кривых.

## Современное состояние
Известно о трёх сохранившихся компьютерах PDP-1, все они находятся в Музее компьютерной истории.
Их описание находится на специальной веб-странице музея.
Эмуляторы SIMH и MAME поддерживают эмуляцию PDP-1, программное обеспечение существует в архивах: bitsavers.org.